# National Screen Service
National Screen Service (NSS) war ein Unternehmen, welches den Vertrieb der Fernseh- und Kinowerbung in den Vereinigten Staaten von etwa 1940 bis in die 1980er Jahre kontrollierte, der Hauptsitz war in Englewood, New Jersey.
NSS wurde 1920 gegründet, um Filmtrailer im Auftrag von Filmstudios zu produzieren und zu vertreiben. Im Laufe der Zeit übernahm NSS nach und nach die Produktion und den Vertrieb anderer Formen der Filmwerbung, bis es in den 1940er Jahren exklusiv Verträge mit allen großen Filmstudios unterzeichnete, um Plakate und andere Werbematerialien zu produzieren und zu verteilen.
In Großbritannien gründete die National Screen Service 1926 einen Sitz in Europa. In den folgenden Jahrzehnten produzierte das Team, unter der Leitung von Esther Harris, Trailer für Hunderte von britischen Spielfilmen. NSS schuf auch die Intros, Abspann, optische Effekte, sowie die Verteilung von Postern, Standbilder und Werbematerial.
In den 1980er Jahren sank die Zahl der amerikanischen Kinos, da dies die Notwendigkeit einer separaten Organisation zur Kontrolle und Verteilung von Plakaten erheblich reduzierte, nahmen die Filmstudios diese Verantwortung selbst in die Hand und der Umsatz der NSS schrumpfte. Darüber hinaus sah sich NSS im Wettbewerb mit anderen Filmproduzenten und Werbeorganisationen dem Wettbewerb ausgesetzt. NSS wurde schließlich im September 2000 von Technicolor, Inc. gekauft.